# Isidro Metapán
Asociación Deportiva Isidro Metapán – salwadorski klub piłkarski z siedzibą w mieście Metapán, w departamencie Santa Ana. Występuje w rozgrywkach Primera División. Domowe mecze rozgrywa na obiekcie Estadio Jorge „Calero” Suárez.

## Osiągnięcia

### Krajowe
- Primera División

| zwycięstwo (10):    | 2007 (C), 2008 (A), 2009 (C), 2010 (C), 2010 (A), 2011 (A), 2012 (A), 2013 (A), 2014 (C), 2014 (A) |
| drugie miejsce (3): | 2005 (A), 2012 (C), 2015 (C)                                                                       |

## Historia
Podwaliny pod rozwój piłki nożnej w mieście Metapán położyły już w latach 50. dwie funkcjonujące w nim drużyny: Atlético Fuentes i ciesząca się większą popularnością CD Isidro Menéndez, założone przez Adána Martíneza i José Castro. Żadna z nich nie zdołała awansować do pierwszej ligi salwadorskiej. Bezpośrednim poprzednikiem Isidro Metapán był jednak powstały w 1979 roku klub CESSA, który pięć lat po założeniu wygrał rozgrywki drugoligowe, dzięki czemu wywalczył awans do Primera División de Fútbol Profesional. W marcu 1986, decyzją walnego zgromadzenia zarządu, zespół CESSA zmienił swoją nazwę na Metapán FC, zaczął używać nowych barw klubowych, a także przeniósł się na obiekt Estadio Óscar Quiteño z miasta Santa Ana. Ekipa ta występowała w najwyższej klasie rozgrywkowej w latach 1983–1992, nie odnosząc w niej większych sukcesów, a do drugiej ligi spadła po przegranych z Cojutepeque FC barażach o utrzymanie. Na pierwszoligowym zapleczu Metapán FC grał w latach 1992–2000, a najbliżej powrotu do Primera División był w 2000 roku, kiedy to dotarł aż dwumeczu finałowego Segunda División de Fútbol Salvadoreño, przegrywając w nim ostatecznie z Atlético Balboa.
W 2000 roku dwie istniejące w Metapán drużyny, CD Isidro Menéndez i Metapán FC, połączyły się, tworząc nowy klub – AD Isidro Metapán. Od razu przystąpił on do rozgrywek drugoligowych, grając na powstałej w latach 90. arenie Estadio Jorge „Calero” Suárez. Już po upływie roku, w sezonie 2000/2001, nowo powstała drużyna, prowadzona przez szkoleniowca Edwina Portillo, awansowała do najwyższej klasy rozgrywkowej, pokonując w decydującym dwumeczu ekipę Jocoro FC. W Primera División klub zadebiutował w wygranym 2:1 meczu z Atlético Balboa i już po kilku latach zaczął być uznawany za jedną z czołowych drużyn Salwadoru, dysponując silną ekipą złożoną zarówno z doświadczonych, jak i młodych graczy. Spotkania z innym klubem z departamentu Santa Ana – CD FAS – dorobiły się statusu meczu derbowego i są określane mianem „Derbi Santaneco”.
Pierwszy poważny sukces piłkarze Isidro Metapán odnieśli podczas jesiennych rozgrywek Apertura 2005, zostając wicemistrzami kraju, po finałowej porażce z zespołem CD Vista Hermosa. Największe osiągnięcia w swojej krótkiej historii klub zaczął notować po powrocie do klubu trenera Edwina Portillo. W wiosennym sezonie Clausura 2007 wywalczył premierowy tytuł mistrza Salwadoru, pokonując w finale ekipę CD Luis Ángel Firpo. W tym samym roku drużyna wzięła również udział w premierowym turnieju międzynarodowym w historii – Copa Interclubes UNCAF, odpadając z niego już w pierwszej rundzie. Kolejne mistrzostwo kraju zespół zdobył półtora roku później, podczas rozgrywek Apertura 2008, a bohaterem spotkania finałowego z CD Chalatenango został bramkarz Isidro – Dagoberto Portillo, który zdobył dwie bramki z rzutów karnych, a w decydującej o ostatecznym triumfie serii jedenastek obronił dwa strzały i wykorzystał swojego karnego. W międzyczasie jako pierwszy salwadorski klub wziął udział w zreformowanych rozgrywkach Ligi Mistrzów CONCACAF. Trzeci tytuł mistrza Salwadoru zespół zanotował w sezonie Clausura 2009, po kolejnym triumfie nad Luis Ángel Firpo, zaś czwarty w rozgrywkach Clausura 2010, dysponując skutecznym duetem napastników, stworzonym przez Léstera Blanco i Urugwajczyka Paolo Suáreza, jedną z legend drużyny i brata Luisa Suáreza, napastnika między innymi Liverpool FC i FC Barcelona.
Kolejne, piąte już mistrzostwo, zawodnicy Isidro Metapán wywalczyli w sezonie Apertura 2010, tym razem pokonując po rzutach karnych drużynę Alianza FC. Następną serię udanych wyników, zarówno na arenie krajowej, jak i międzynarodowej, zapoczątkował 2011 rok, podczas którego zespół w jesiennym sezonie Apertura zdobył szósty tytuł mistrza kraju, triumfując w finale nad Once Municipal, a pół roku później, w rozgrywkach Clausura 2012, notując wicemistrzostwo – na przeszkodzie w odniesieniu kolejnego zwycięstwa stanął klub CD Águila. Prowadzony przez Portillo zespół notował równocześnie dobre występy także w najbardziej prestiżowych rozgrywkach północnoamerykańskiego kontynentu – Lidze Mistrzów CONCACAF, najdalej dochodząc w nich do ćwierćfinału w 2012 roku. Siódmy raz najlepszą drużyną w Salwadorze gracze z Metapán zostali w jesiennym sezonie Apertura 2012, po finałowym triumfie nad Alianzą.
W marcu 2013, po serii słabszych wyników, niespodziewanie zwolniony ze stanowiska został Edwin Portillo – trener prowadzący klub od sześciu lat, który wprowadził go na wyżyny salwadorskiej piłki. Zastąpił go były wielokrotny reprezentant kraju Jorge „Zarco” Rodríguez, jednak zmiana szkoleniowca nie miała wpływu na serię osiągnięć notowanych przez zespół; w przeciągu kolejnego półtora roku drużyna zdobyła trzy mistrzostwa Salwadoru z rzędu – w sezonach Apertura 2013, Clausura 2014 i Apertura 2014. Koniec udanej serii nastąpił dopiero podczas rozgrywek Clausura 2015, kiedy to w dwumeczu finałowym zawodnicy Isidro ulegli ekipie Santa Tecla FC, zdobywając tylko tytuł wicemistrzowski.

## Aktualny skład
Stan na 1 października 2023.
| Nr | Poz. | Piłkarz                 |
| -- | ---- | ----------------------- |
| 1  | BR   | Óscar Pleitez           |
| 2  | OB   | Milton Molina (kapitan) |
| 3  | OB   | Mauricio Cuéllar        |
| 4  | OB   | Luca Orozco             |
| 5  | PO   | Dennis García           |
| 6  | PO   | Erivan Flores           |
| 7  | NA   | Christian Aguilar       |
| 8  | PO   | César Flores            |
| 10 | PO   | Diego Gregori           |
| 11 | PO   | Anderson Marroquín      |
| 12 | OB   | Raúl Cruz               |
| 14 | OB   | Miguel Lemus            |

| Nr | Poz. | Piłkarz              |
| -- | ---- | -------------------- |
| 15 | NA   | Isaac Esquivel       |
| 16 | PO   | Fernando Clavel      |
| 17 | OB   | Alejandro Henríquez  |
| 19 | OB   | Bayron López         |
| 21 | NA   | Dany Cetré           |
| 22 | NA   | Guillermo Stradella  |
| 23 | NA   | Josué Dubón          |
| 24 | BR   | Daniel Arroyo        |
| 25 | OB   | Kevin Vidal          |
| 28 | OB   | José Murcia          |
| 37 | OB   | David Rosales        |
| 40 | PO   | Christopher Guardado |

## Trenerzy
- Edwin Portillo (2000–2001)
- José Calazán (2001–2002)
- Roberto Fabrizio (2002)
- Edwin Portillo (2002–2003)
- Raúl Héctor Cocherari (2003)
- René Ramírez (2003–2004)
- Saúl Rivero (2004)
- Marcelo Zuleta (2004)
- Edwin Portillo (2004–2005)
- Rubén Alonso (2005–2006)
- Edwin Portillo (2006–2013)
- Jorge Rodríguez (2013–2016)
- Roberto Gamarra (2017)
- Misael Alfaro (2017)
- Edwin Portillo (2017–2018)
- Agustín Castillo (2018)
- Edwin Portillo (2019)
- Víctor Coreas (2020)
- Osvaldo Figueroa (2020)
- Juan Cortés (2021)
- Misael Alfaro (2021)
- Héctor Omar Mejía (2021–2022)
- Jorge Rodríguez (2023)
- Julio Zamora (od 2024)